# Rotationsdiät
Die Rotationsdiät ist ein von H. Rinkel 1933 entwickeltes und Th. Randolph 1970 weiterentwickeltes Verfahren, um  eine Nahrungsmittelunverträglichkeit oder eine maskierte Allergie gegen Lebensmittel zu erkennen. Es gehört zu den Verfahren der Komplementärmedizin.

## Prinzip
Das Prinzip besteht in der Eliminierung jeglicher unverträglicher Lebensmittel. Innerhalb des vorgegebenen Rhythmus dürfen Lebensmittel nur einmal gegessen werden. Dabei dürfen nur Lebensmittel einer Lebensmittelfamilie innerhalb eines Zyklus verzehrt werden. Ein Lebensmittel darf bei der Rotationsdiät erst frühestens am vierten Tag wieder zu sich genommen werden. Nahrungsmittel mit ähnlichen Inhaltsstoffen werden nicht an aufeinander folgenden Tagen verzehrt, weil erst nach diesem Zeitraum die Inhaltsstoffe ausgeschieden sind.
Die Zutaten der Rotationskost sollten möglichst überschaubar gehalten und ein Abstand von 4 Zeitstunden zwischen den Mahlzeiten eingehalten werden und die verträglichen Nahrungsmittel sollten nicht ständig konsumiert werden, um eine Gewöhnung und damit eine mögliche neue Unverträglichkeit zu vermeiden.

## Kritik
In einer Stellungnahme der Fachkommission der Schweizerischen Gesellschaft für Allergologie und Immunologie (SGAI) zur Immunglobulin G (IgG)/IG4-Bestimmung gegen Nahrungsmittel wird festgestellt, dass bei den zur Überprüfung der vermeintlichen Nahrungsmittelallergie wegen Nutzlosigkeit der durchgeführten Rotationsdiäten zugewiesenen Patienten meistens keine Nahrungsmittelallergie und somit auch keine spezifische IgE vorliegt, so dass die nutzlose Rotationsdiät wenigstens kein Unheil anrichtete. Größtes Risiko einer solchen Diät sind drohende Nährstoffdefizite durch das Verbot bestimmter, individuell unterschiedlicher Lebensmittel.

## Abgrenzung
Die Rotationsdiät darf nicht mit einem Rotation Diätplan verwechselt werden, um eine Gewichtsabnahme zu erreichen. Dabei wird eine Diät-Routine eingehalten, bei der nach einer strengen drei Wochen dauernden Diät-Routine eine Woche folgt, bei der ohne Einschränkungen gegessen werden kann. Diese Form der Rotationsdiät wurde von Martin Katahn im Rahmen des Weight Management Programms im Jahr 1986 ersonnen. Ziel war ein Diätplan, der ein Maximum an Gewichtsverlust durch die Kontrolle der Zufuhr von Nahrungsenergie auf Basis von wechselndem Nahrungsangebot garantieren soll.